# 上石津町立日彰中学校
上石津町立日彰中学校（かみいしづちょうりつ にっしょうちゅうがっこう）は、かつて岐阜県養老郡上石津町（現・大垣市）にあった公立中学校。

## 概要
- 校区は上石津町北部（旧・牧田村・一之瀬村）であった。1975年、上石津町内の3つの中学校（日彰中学校・多良中学校・時中学校）を統合し、上石津中学校の新設により廃校。

## 沿革
- 1947年（昭和22年）4月1日 - 養老郡牧田村と一之瀬村で学校組合を結成。牧田村一之瀬村組合立牧田中学校として開校。牧田村立牧田小学校の校舎の一部を仮校舎とする。
- 1948年（昭和23年）4月1日 - 一之瀬村が組合から離脱し、単独で一之瀬村立一之瀬中学校を開校。牧田中学校は牧田村立牧田中学校に改称する。
- 1950年（昭和25年）4月6日 - 牧田中学校と一之瀬中学校の統合が決まる。
- 1951年（昭和26年）
  - 1月 - 統合中学校の名称が、日彰中学校に決まる。
  - 3月28日 - 牧田村上野2513に、統合校舎が完成。
  - 4月1日 - 牧田中学校と一之瀬中学校を統合し、養老郡学校組合立日彰中学校として開校。
- 1955年（昭和30年）1月15日 - 牧田村、一之瀬村、多良村、時村が合併し、上石津村が発足。同時に上石津村立日彰中学校に改称する。
- 1958年（昭和33年）12月6日 - 体育館が完成。
- 1969年（昭和44年）4月1日 - 町制施行し上石津町となる。同時に上石津町立日彰中学校に改称する。
- 1967年（昭和42年） - 中学校統合問題審議会が発足。
- 1973年（昭和48年）2月 - 上石津町議会で、中学校統合決議がなされる。
- 1975年（昭和50年）
  - 3月21日　- 閉校式を行う。
  - 3月31日 - 廃校。